# Grand Prix Formule 1 van Monaco 2008

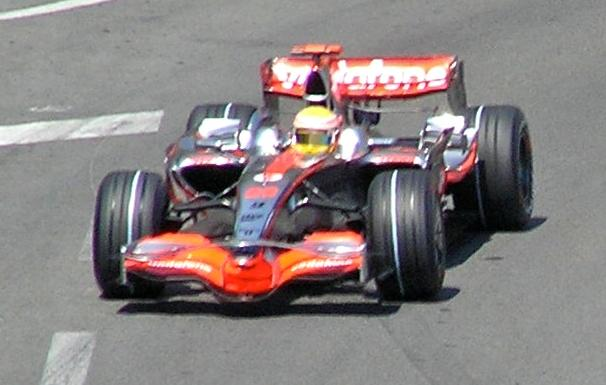
Lewis Hamilton tijdens trainingsritten.

De Grand Prix Formule 1 van Monaco 2008 werd gehouden op 25 mei 2008 op het Monegaskische stratencircuit. Het was de zesde race van het seizoen. Bij de start van de race lag het circuit er nat bij na regenweer, waarna de baan geleidelijk opdroogde. McLaren coureur Lewis Hamilton won de race, nadat hij in de 6e ronde een niet geplande pitstop had gemaakt door een lekke band. Robert Kubica finishte op de tweede plaats en Felipe Massa, die vanaf de poleposition was vertrokken werd derde.

## Kwalificatie
| Positie | Nummer | Naam                 | Team                | Q1       | Q2       | Q3        | Grid |
| ------- | ------ | -------------------- | ------------------- | -------- | -------- | --------- | ---- |
| 1       | 2      | Felipe Massa         | Ferrari             | 1:15.190 | 1:15.110 | 1:15.787  | 1    |
| 2       | 1      | Kimi Räikkönen       | Ferrari             | 1:15.717 | 1:15.404 | 1:15.815  | 2    |
| 3       | 22     | Lewis Hamilton       | McLaren-Mercedes    | 1:15.582 | 1:15.322 | 1:15.839  | 3    |
| 4       | 23     | Heikki Kovalainen    | McLaren-Mercedes    | 1:15.295 | 1:15.389 | 1:16.165  | 4    |
| 5       | 4      | Robert Kubica        | BMW Sauber          | 1:15.977 | 1:15.483 | 1:16.171  | 5    |
| 6       | 7      | Nico Rosberg         | Williams-Toyota     | 1:15.935 | 1:15.287 | 1:16.548  | 6    |
| 7       | 5      | Fernando Alonso      | Renault             | 1:16.646 | 1:15.827 | 1:16.852  | 7    |
| 8       | 11     | Jarno Trulli         | Toyota              | 1:16.306 | 1:15.598 | 1:17.203  | 8    |
| 9       | 10     | Mark Webber          | Red Bull-Renault    | 1:16.074 | 1:15.745 | 1:17.343  | 9    |
| 10      | 9      | David Coulthard      | Red Bull-Renault    | 1:16.086 | 1:15.839 | geen tijd | 15   |
| 11      | 12     | Timo Glock           | Toyota              | 1:16.285 | 1:15.907 |           | 10   |
| 12      | 16     | Jenson Button        | Honda               | 1:16.259 | 1:16.101 |           | 11   |
| 13      | 3      | Nick Heidfeld        | BMW Sauber          | 1:16.650 | 1:16.455 |           | 12   |
| 14      | 8      | Kazuki Nakajima      | Williams-Toyota     | 1:16.756 | 1:16.479 |           | 13   |
| 15      | 17     | Rubens Barrichello   | Honda               | 1:16.208 | 1:16.537 |           | 14   |
| 16      | 14     | Sébastien Bourdais   | Toro Rosso-Ferrari  | 1:16.806 |          |           | 16   |
| 17      | 6      | Nelson Piquet jr.    | Renault             | 1:16.933 |          |           | 17   |
| 18      | 15     | Sebastian Vettel     | Toro Rosso-Ferrari  | 1:16.955 |          |           | 19   |
| 19      | 20     | Adrian Sutil         | Force India-Ferrari | 1:17.225 |          |           | 18   |
| 20      | 21     | Giancarlo Fisichella | Force India-Ferrari | 1:17.823 |          |           | 20   |

## Race
| Positie | Nummer | Coureur              | Team                | Rondes | Tijd/Oorzaak uitval | Startplaats | Punten |
| ------- | ------ | -------------------- | ------------------- | ------ | ------------------- | ----------- | ------ |
| 1       | 22     | Lewis Hamilton       | McLaren-Mercedes    | 76     | 2:00:42.742         | 3           | 10     |
| 2       | 4      | Robert Kubica        | BMW Sauber          | 76     | +3.064              | 5           | 8      |
| 3       | 2      | Felipe Massa         | Ferrari             | 76     | +4.811              | 1           | 6      |
| 4       | 10     | Mark Webber          | Red Bull-Renault    | 76     | +19.295             | 9           | 5      |
| 5       | 15     | Sebastian Vettel     | Toro Rosso-Ferrari  | 76     | +24.657             | 19          | 4      |
| 6       | 17     | Rubens Barrichello   | Honda               | 76     | +28.408             | 14          | 3      |
| 7       | 8      | Kazuki Nakajima      | Williams-Toyota     | 76     | +30.180             | 13          | 2      |
| 8       | 23     | Heikki Kovalainen    | McLaren-Mercedes    | 76     | +33.191             | 4           | 1      |
| 9       | 1      | Kimi Räikkönen       | Ferrari             | 76     | +33.792             | 2           |        |
| 10      | 5      | Fernando Alonso      | Renault             | 75     | +1 ronde            | 7           |        |
| 11      | 16     | Jenson Button        | Honda               | 75     | +1 ronde            | 11          |        |
| 12      | 12     | Timo Glock           | Toyota              | 75     | +1 ronde            | 10          |        |
| 13      | 11     | Jarno Trulli         | Toyota              | 75     | +1 ronde            | 8           |        |
| 14      | 3      | Nick Heidfeld        | BMW Sauber          | 72     | +4 rondes           | 12          |        |
| Ret     | 20     | Adrian Sutil         | Force India-Ferrari | 67     | Aanrijding          | 18          |        |
| Ret     | 7      | Nico Rosberg         | Williams-Toyota     | 59     | Ongeval             | 6           |        |
| Ret     | 6      | Nelson Piquet jr.    | Renault             | 47     | Ongeval             | 17          |        |
| Ret     | 21     | Giancarlo Fisichella | Force India-Ferrari | 36     | Versnellingsbak     | 20          |        |
| Ret     | 9      | David Coulthard      | Red Bull-Renault    | 7      | Ongeval             | 15          |        |
| Ret     | 14     | Sébastien Bourdais   | Toro Rosso-Ferrari  | 7      | Aanrijding          | 16          |        |

## Noot
- Dit was de tweehonderdste Grand Prix-start voor Giancarlo Fisichella. Hiermee was Fisichella de negende coureur die minstens 200 Grands Prix had gereden.

1929 · 1930 · 1931 · 1932 · 1933 · 1934 · 1935 · 1936 · 1937 · 1948 · 1950 · 1955 · 1956 · 1957 · 1958 · 1959 · 1960 · 1961 · 1962 · 1963 · 1964 · 1965 · 1966 · 1967 · 1968 · 1969 · 1970 · 1971 · 1972 · 1973 · 1974 · 1975 · 1976 · 1977 · 1978 · 1979 · 1980 · 1981 · 1982 · 1983 · 1984 · 1985 · 1986 · 1987 · 1988 · 1989 · 1990 · 1991 · 1992 · 1993 · 1994 · 1995 · 1996 · 1997 · 1998 · 1999 · 2000 · 2001 · 2002 · 2003 · 2004 · 2005 · 2006 · 2007 · 2008 · 2009 · 2010 · 2011 · 2012 · 2013 · 2014 · 2015 · 2016 · 2017 · 2018 · 2019 · 2020 · 2021 · 2022 · 2023 · 2024 · 2025